# أبو قبيع (قرية)
أبو قبيع قرية سورية تقع على نهر الفرات تابعة محافظة الرقة تقع غرب مدينة الرقة، ويعتمد أهلها على الزراعة ورعي الأغنام والأبقار والدواجن وبعض الصناعا، ويقدّر عدد سكّانها بـ 6000 نسمة.
1. ↑  "قرية أبو قبيع".